# Jan Larsen (journalist)
 For alternative betydninger, se Jan Larsen. (Se også artikler, som begynder med Jan Larsen)
Jan Larsen (født 1951) er en dansk TV-journalist og Kina-kommentator, der fra 2005 til 2011 var DR's korrespondent i Beijing, Kina. I dag er han foredragsholder og Kina-journalist.

## Uddannelse
Jan Larsen er uddannet historiker (cand.phil. fra Københavns Universitet).
I 1973 kom han i mesterlære som journalist på dagbladet The West Australian, Perth. Han arbejdede sideløbende som korrespondent for Berlingske Tidende. Tilbage i Danmark var han freelance, bl.a. på Ungdomsredaktionen på P4 i P1 og blev i 1976 fastansat i Danmarks Radio (DR), hvor han var med i det team, der udviklede Københavns Radio til en nyhedskanal.

## Karriere
Han fik sin TV-debut som studievært ved kommunalvalget i 1981 og var med i redaktionen af det journalistiske underholdningsprogram Lørdagskanalen med Gorm og Gregers. Jan Larsen eksperimenterede på P1 med radiodokumentar og nye medieformer som mediekonsulent på Båndværkstedet. Han har rapporteret fra katastrofeområder som jordskælv i Tyrkiet og tsunamien i Indonesien.
I 1983 blev han ansat på TV Avisen, først på udlandsredaktionen og derefter i en årrække som arbejdsmarkeds- og erhvervsjournalist. Siden var han med til at udvikle TV Aktualitetsafdelingens Nyheds- og Søndagsmagasiner. Fra 1995-1999 var han redaktør på TV Avisen, men vendte tilbage til reportagen som nordisk korrespondent på TV Avisen i fem år fra 2000-2005.
Den 1. oktober 2005 blev Jan Larsen udstationeret som DR's første korrespondent i Kina, hvor han udover at dække udviklingen i Kina også var Asien-korrespondent for TV-Avisen med omfattende rejseaktivitet i Sydøstasien, Japan og Korea. Efter seks år som korrespondent med base i Beijing vendte Jan Larsen i 2011 tilbage som reporter på udenrigsmagasinet Horisont.
Han forlod DR i sommeren 2013 og driver nu virksomhed som foredragsholder og kommentator af forholdene og udviklingen i Kina. Han har siden marts 2016 været tilknyttet netmediet Point of View International som Kina-skribent. Som mediekonsulent har han beskæftiget sig med udviklingslandene og har haft mange opgaver og udstationeringer på DANIDA-projekter.